# Hieracium chondrodes
Hieracium chondrodes es una especie de planta con flor del género Hieracium, de la familia Asteraceae, orden Asterales.

## Distribución
Hieracium chondrodes se distribuye por Noruega y Suecia.

## Taxonomía
Fue descrita científicamente por (Dahlst.) Johanss. Fue publicada en Ark. Bot. 21A(15): 60 (1927).